# حكيم الجيلاني
حكيم علي بن كمال الدين محمد الجيلاني أو صدر الدين علي الجيلاني الهندي، كان طبيبًا عاش في القرن السادس عشر الميلادي، كان عمه طبيبًا، ومن المحتمل أنه كان المعلم الأول لصدر الدين. أكمل صدر الدين دراسته في بلاد فارس (على الأرجح في مكان مولده جيلان)، وهاجر بعد ذلك إلى الهند إلى البلاط المغولي في عهد جلال الدين أكبر (الذي حكم من عام 1556 حتى عام 1605  م)، وخدم تحت العديد من حُكَّام المغول في شمال غرب الهند.[بحاجة لمصدر] ألف صدر الدين الجيلاني كتاب «الشفاء العاجل»: يقول المؤلف في المقدمة إنه ألف هذا العمل تكملةً لكتاب الرازي «برء الساعة». كما ألف صدر الدين الجيلاني كذلك شرحًا لكتاب «القانون في الطب» لابن سينا. تُوفي الحكيم علي الجيلاني في الرابع عشر من ذي الحجة 1017 هجريًّا، والذي يُوافق 22 مارس 1609 ميلاديًّا، ويروى أنه توفي في 10 أبريل 1609.